# 팔레르모
팔레르모(이탈리아어: Palermo, 시칠리아어: Palermu)는 이탈리아 남부 시칠리아섬에 있는 도시로, 인구는 654,121명(2011년 기준)이다. 시칠리아주의 주도이며, 티레니아해에 면하는 항구도시이다.
팔레르모는 기원전 8세기에 건설된 오래된 도시이다. 처음에는 페니키아의 식민도시였고, 그 후 로마 제국, 동로마 제국의 지배를 받았다. 9세기 아랍 제국의 지배를 받으면서 번창하기 시작하였고, 12세기 시칠리아 왕국이 성립된 후 그 수도로 더욱 발전하여 유럽의 중요한 문화중심지 중 한 곳이 되었다.
중세 시대에 번영을 누렸던 흔적이 시 곳곳에 남아 있으며 특히 아랍풍의 건물 양식이 눈길을 끈다. 역사적인 건물이 많고 기후가 온화하여 관광지로 인기가 있다. 시칠리아 주의 주도로서 행정의 중심지이며, 최대의 도시로서 상공업의 중심지이다. 항구는 시칠리아의 중요한 교역항 중 하나이며, 팔레르모 국제공항은 시칠리아의 최대 공항으로 이탈리아 각지는 물론이고 유럽의 주요도시와도 항공 노선이 개설되어 있다. 스포츠 팀으로는 축구의 세리에 A에 속해 있는 US 팔레르모가 유명하다.

## 역사

### 고대의 역사

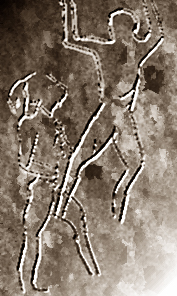
[아다우라(Addaura)에 있는 중석기 시대의 동굴 그림.

현 팔레르모 지역에 인간이 정착한 것으로 보이는 증거는 최소 중석기 시대때인 기원전 8000년쯤으로 거슬러 올라가며 인간의 형태를 묘사한 것을 대표하는 아다우라 동굴군을 통해 알 수 있다.그리스의 역사가인 투키디데스에 따르면 이베리아반도(카탈루니아로 추정)로부터 온 사람들이 시치아니 (시칠리아섬 중앙)에 도착했다고 한다. 기원전 734년 페니키아인들은 팔레르모의 천연 항구에 정착지를 건설했다.몇몇 사료들에서 페니키아인들은 그 정착지를 지즈(Ziz)라고 불렀다. 선진화된 문화를 가진 시칠리아섬 동쪽에 위치한 도시국가 시라쿠사의 그리스인들은 지즈 대신에 파노르무스(Panormus)라고 불렀다. 이 그리스 명칭의 뜻은 종합 항구(All-port)라는 뜻이며 그렇게 부른 이유는 그곳이 정말 뛰어난 자연 항구였기 때문이다. 팔레르모는 페니키아의 후손들과 그들을 계승한 카르타고인들에게 넘겨졌다.
이 기간 동안에 팔레르모는 교역의 중심지였다. 하지만 그리스인들과 카르타고인들 사이에 시칠리아 전쟁이 일었났고 이로 인해 팔레르모에 혼란을 야기했다. 이후 팔레르모에서는 히메라 전투에서 패배한 하밀카르의 함대가 조직되기도 했다. 결국 팔레르모는 피로스 전쟁으로 인해 에페이로스의 지배자 피로스에게 넘어가 그리스 식민지가 되기도하였다. 그러나 후에 1차 포에니 전쟁에 참여한 로마인들은 30년 만에 팔레르모를 로마 공화정에 항복하게 했다. 로마 공화정의 집정관 마그누스 발레리아누스는 로마 원로원들에게 이 말을 했고 로마는 그말을 확실하게 했다."시칠리아섬에 카르타고인들을 남겨두지 말아라". 이 후에 팔레르모는 로마 무역에 중심지로 성장하기 전까지는 매우 조용한 시간을 보냈다. 로마 시대 동안에 팔레르모에 기독교가 전파되었다.

### 중세의 역사

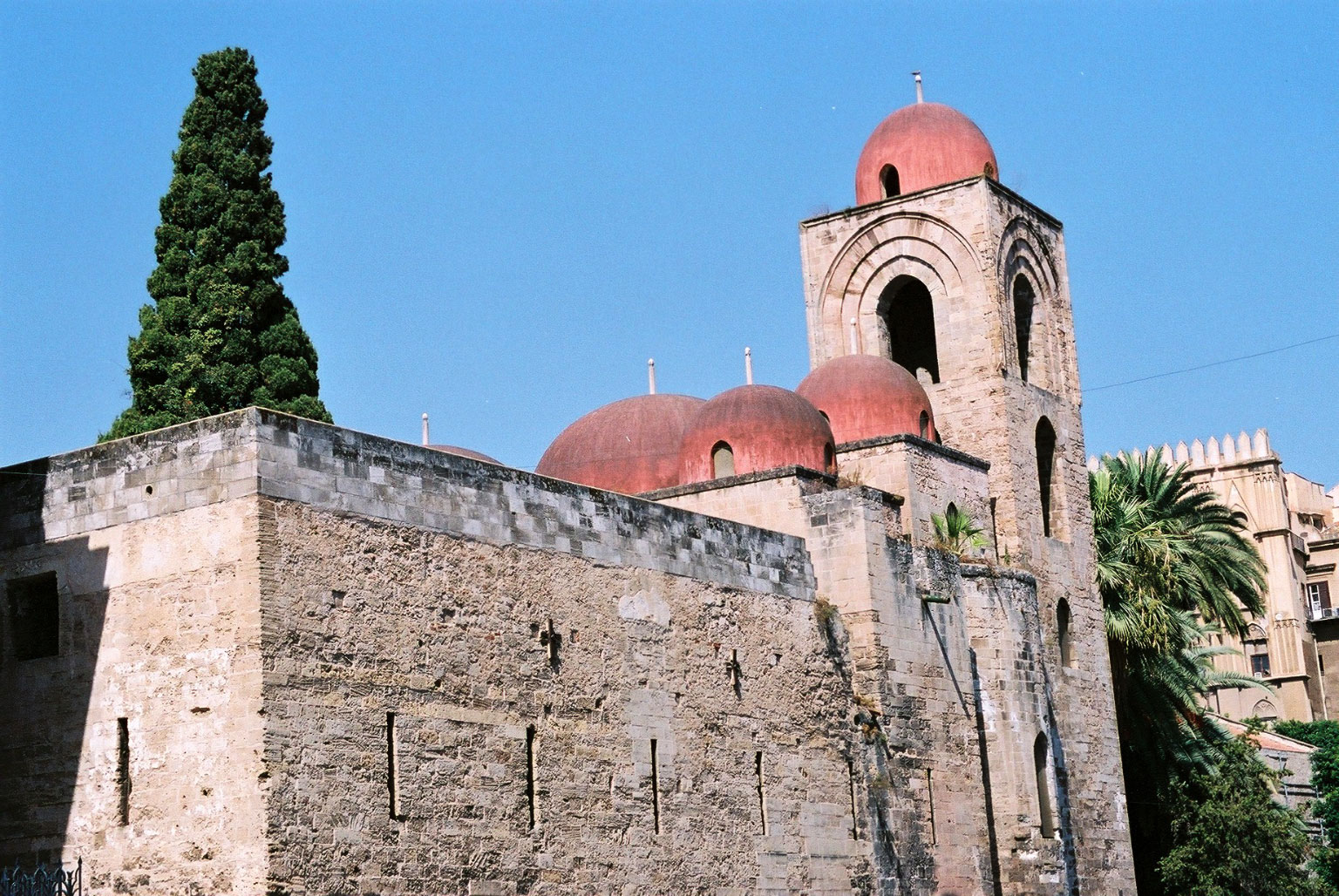
동로마, 아라비아, 노르만 건축 양식이 혼합된 산 조반니 델리 에레미티 성당

로마제국이 무너지고 팔레르모는 게르만족 일파의 지배하에 놓였다. 첫 번째는 가이세리크(Geiseric)왕이 이끄는 반달족에게 기원 440년에 넘어갔다. 반달족들은 기원 455년에 북아프리카지역의 모든 로마의 속주들을 차지했다.그들은 나중에 코르시카, 사르데냐와 시칠리아까지 획득했다. 하지만 반달족들은 곧 급속하게 동고트족에게 세력을 내줬다. 테오도리쿠스 통치하의 동고트족은 488년에 정복을 시작했고(고트족들 역시도 게르만족 임에도), 로마 문화를 지원하고 정부를 대신했다. 고트 전쟁이 동고트족과 동로마제국의 전쟁이 일어났다.시칠리아는 동로마황제인 유스티니아누스 1세가 임명한 벨리사리우스장군에게 정복당한 첫 지역이기도 하다.

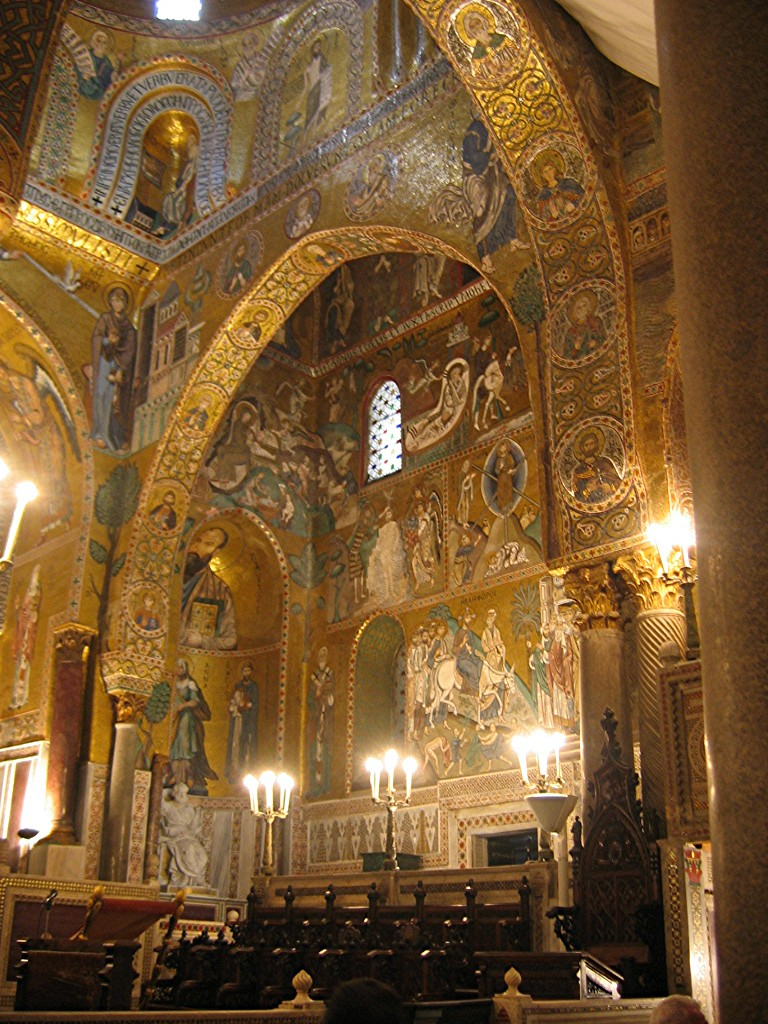
동로마, 아라비아, 노르만 양식으로 장식된 카펠라 팔라티나.

동로마제국은 튀니지로가 아글라브 왕조의 지배자인 지야아드 알라에게 도움을 청하고 구걸하고 시칠리아를 831년에 무슬림에게 내줘 904년까지 격렬한 저항을 하게한 제독 에우페미우스에게 배신을 당했다. 시칠리아에는 이슬람 왕조가 들어서게 됐다. 무슬림들은 120년동안에 섬을 지배했다.팔레르모 (아랍의 지배 기간 동안에는 "발람")는 시라쿠사를 대신해 시칠리아섬의 주요 도시로 바뀌었다. 팔레르모는 코르도바, 카이로와 함께 어깨를 나란히 하였고 100년뒤에는 번영하던 아랍왕국의 수도가 되었다. 아랍시대의 농업혁명 흔적은 시칠리아 요리법에 중요한 부분으로 남아있다.
팔레르모의 아랍왕조는 내분이 발생했고 1072년에 기독교들에게 재정복을 당하였다. 기독교와 후에 지역민들에게 존경받는 로베르 기스카르가 있는 오트빌 가문이 군대를 이끌고 도시에 입성했다. 노르만인들이 아탈리아 반도 남부와 시칠리아섬을 지배하고 있던 시칠리아 토후국을 시칠리아 왕국으로 바꾼 루지에로 2세의 지배하에 놓였다. 시칠리아 왕국은 팔레르모를 수도로 삼았고 궁중인 노르만 왕궁을 건설하기도 했다. 이 시기에 팔레르모 성당같은 건물들이 많이 지어졌다. 시칠리아 왕국은 잉글랜드 왕국 같이 유럽에서 부유한 국가가 되었다.
1194년에 시칠리아는 신성 로마 제국의 지배하에 놓였고 팔레르모는 프리드리히 2세의 우선된 도시였다. 팔레르모의 무슬림들은 신성로마제국의 법에 따라 이민을 가고 축출당했다. 후에 시칠리아는 앙주와 아라곤 왕국의 지배를 받았다. 13세기까지 팔레르모의 인구는 51,000까지 감소했다. 팔레르모는 1479년부터 1713과 1717부터 1718년까지 스페인 왕국의 지배를 받았고 사보이는 1713년부터 1717년까지 그리고1718년부터 1720년까지 관리했고 오스트리아로부터 1720–1734까지 관리를 당했다.

### 양시칠리아의 역사

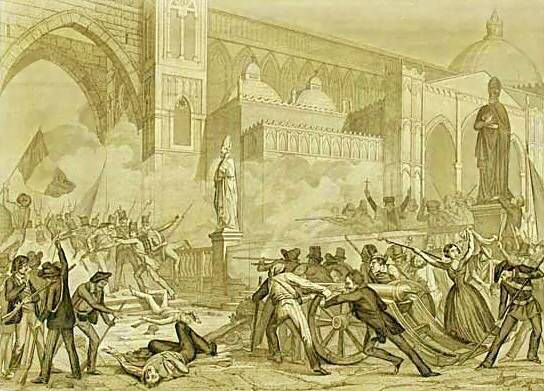
팔레르모 혁명 (1848년 1월 12일).

위트레흐트 조약이후에 시칠리아는 사보이로부터 부르봉 왕가에게 이양되었다. 카를 3세는 팔레르모에서 시칠리아 왕국의 대관식을 하기로 하였다. 찰스 3세는 무역과 산업 활성으로 인구가 증가함에 따라 주택지구를 더 건설하였다. 하지만 팔레르모는 궁중이 있는 나폴리같이 지방 도시에 불과했다. 찰스 3세의 아들인 페르디난도 1세는 주민들을 싫어했지만 1798년에 프랑스 혁명의 발발하여 팔레르모로 대피했었다. 그의 아들 알베르토 왕자는 팔레르모에서 죽고 묻혔다. 1820년부터 1848년까지 시칠리아 전 지역은 쥐세페 라 마사가 1848년 1월 12일까지 일으킨 민중 반란사태로 대격변을 겪었다. 의회와 헌법이 선언되었고 첫 대통령은 루게로 세티모였다. 곧 부르봉 왕가는 팔레르모를 1849년 5월에 다시 정복하였고 나중에 주세페 가리발디가 나타날때까지 지배를 당했다. 주세페 가리발디는 1860년에 5월 27일날 그의 수천의 군대를 이끌고 도시에 입성했다. 몇년후 국민투표를 통해서 팔레르모는 새롭게 건설된 이탈리아 왕국의 편입하게 되었다.

### 통일 이탈리아와 오늘날의 역사

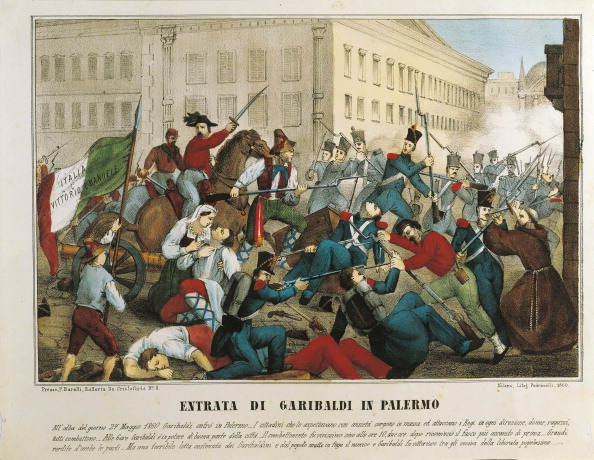
1860년 5월 27일, 팔레르모에 입성하는 주세페 가리발디

팔레르모는 통일 이후로도 시칠리아 섬에서 가장 중요한 역할을 담당했다. 새로운 문화와 경제, 산업의 성장은 많은 가문의 성장을 자극했다. 예를 들어 플로리오 가문 , 두크로트 가문, 루텔리 가문, 산드론 가문, 휘타케르 가문, 우트베지오 가문을 비롯한 여러 가문들이 있다. 20세기 초에 팔레르모는 도시 성벽을 넘어 비아 델라 리베르탈른(Via della LibertàIn)과 같은 도로를 북쪽을 따라 확장시켰다. 이 도로는 곧 이탈리아에서 아르누보 양식의 많은 건물들로 유명해졌다. 이 건물들의 상당수는 유명 건축가인 에르네스토 바실레가 디자인한 것이다. 이탈리아의 유명 호텔인 The Grand Hotel Villa Igiea는 에르네스토 바실레가 플로리오 가문을 위해 디자인한 것으로 팔레르모 아르누보 양식의 좋은 예이기도 하다. 팔레르모 대극장은 같은 시기에 지오반 바티스타 필리포 바실레(Giovan Battista Filippo Basile)에 의해 디자인되었는데, 당초 루텔리 가문의 회사인 루텔리 & 마치(Rutelli & Machi)사의 건물 용도로 건설되었고 1897년에 문을 열었다.
제2차 세계대전 기간에 팔레르모는 연합군의 시칠리아 침공이 시작되기 전까지는 아무런 피해를 입지 않았다. 1943년 7월, 연합군은 팔레르모 항과 그 주변 지역에 엄청난 양의 폭격을 가했고 모든 것이 파괴되었다. 종전 후 60년이 넘게 지난 지금도 도시 중심지는 전부 복구되지 않았고, 움푹 패인 벽이나 폐허가 된 건물들은 여전히 일상적인 모습이다.
1946년 팔레르모는 노르만 왕궁에서 시칠리아 지역의회로부터 1947년에 특별지위지역으로 공표되었다. 이를 통해 팔레르모의 미래는 다시 밝아진 것처럼 보였다. 그러나, 이후 수많은 기회가 수십년 째 주어졌음에도 불구하고, 무능, 기술력 부족, 부패 그리고 재량권 남용으로 인해 대부분의 시도는 실패로 돌아갔다.
오늘날 시칠리아의 주요한 문제는 대도시 주변을 지배하는 살바토레 줄리아노와 같은 마피아 또는 도적들이며, 이탈리아의 많은 주가 그렇듯이 마피아 가문들은 해당 지역과 경제를 관리하는 문제를 공유하고 있다. 팔레르모 약탈사건(Sack of Palermo)이라고 불리는 사건은 이러한 문제를 대표적으로 보여주는 사례이다.
또한 최근 들어서는 투기 목적으로 가난한 지역에 건물들이 무계획적으로 지어지고 있다. 시칠리아 경제에서 농업 중요도의 지속적인 감소는 도시로의 엄청난 이주를 야기했다. 대표적인 예가 팔레르모인데, 그 규모가 계속 늘어나고 있다. 이들의 거주지는 재건축된 도시 중심부 대신 북쪽 방향으로 엄청나게 확장되고 있으며 그 결과 새로운 거주지구가 구성되었다. 그러나 이와 같은 지속적인 도시 확장에 대비한 계획은 없는 것과 마찬가지이기 때문에, 새롭게 건설된 거주지구에는 공원, 학교, 공공건물, 도로망이 부족하며 심지어 현대 도시의 특징이라고 할 수 있는 오락시설마저 없는 실정이다. 마피아들은 이들 지역에서 중요한 역할을 맡고 있으며 이것이 시골에서 이주해온 주민들을 범죄조직으로 이끄는 중요한 요인으로 작용하고 있다. 마피아들은 도시의 부패한 공무원들(팔레르모의 전 시장인 비토 치안치미노(Vito Ciancimino)가 대표적 예로, 그는 마피아들로부터 뇌물수수 혐의로 유죄판결을 받았다)에게 뇌물을 주고 이탈리아의 중앙정부로부터 보호를 받고 있다.
많은 시민들이 시칠리아와 팔레르모의 범죄조직에 대항하다가 목숨을 잃었다. 경찰 간부 카를로 알베르토 달라 치네사, 지역 대표였던 피에르산티 마타렐라, 교외 지역의 젊은 사람들을 위해 싸우던 성직자 파드레 피노 푸길리시, 그리고 용감한 치안판사들인 지오반니 팔코네와 파올로 보르셀리노 같은 인물들이 대표적이다.
팔레르모는 여전히 통제되지 않은 도시 성장에 따른 피해를 회복하기에 급급한 실정이다. 역사적 중심지는 훼손되어가고 있고, 교통은 최악이며, 가난은 광범위하다. 이탈리아 정부의 골칫거리인 이곳은 점점 마피아의 도시가 되어가고 있으며 일부 지역에서는 살인자들이 속출하고 있다,
비록 도시가 공항과 바다를 통해 이탈리아 본토와 연결되어 있으나 그 연결도는 미미할 뿐이다. 이러한 이유 때문에 최근까지 관광지로서의 개발은 지지부진했다.
꼭 알아야 할 것이 있다면, 3,000년에 달하는 역사 및 문화유산은 팔레르모의 가장 중요한 자원이며, 도시 회복을 위해서는 이것들을 잘 활용해야 한다는 것이다.

## 지리

### 행정 구역
| 자치구 | 지역 |
| ------ | --- |
| I      | 칼사, 알베르게리아, 세랄카디오 & 라 로자                                                                                      |
| II     | 세테카노리, 브란카치오 & 치아울리 오르테오                                                                                    |
| III    | 빌랴라지아-팔소미엘레 & 스타지오네-오르테오                                                                                   |
| IV     | 몬테르그라파, 산 로살리아, 쿠바, 칼라파티미, 메초몬레알레, 빌라 타스카-알타렐로 & 보카디팔코                                  |
| V      | 지사, 노체, 우디토레-파소 디 리야노d & 보르조 누오보                                                                          |
| VI     | 크루이랄스, 산 지오반니 아포스톨로, 레수타나 & 산 로렌조                                                                      |
| VII    | 팔라비치노, 토마소 나타레, 스페라카발로, 파르타냐 몬델로, 아르넬라, 베르지네 마리아 & 산 필리포 네리 (과거에는 젠으로 알려짐) |
| VIII   | 폴리테아마, 말라스피나-팔라조니아, 리베르타 & 몬테 펠라그리노                                                                 |

위의 표는 팔레르모의 35개 지역을 정리한 것이다. 이 지역들은 도시 내 8개의 자치구 정부로부터 다시 나뉘게 되었다.:

### 기후
팔레르모는 지중해성 기후를 띄고 있어서 여름에는 매우 덥고 건조하며 겨울에는 온화하고 축축하다.
| 팔레르모 국제공항의 기후 | 팔레르모 국제공항의 기후 | 팔레르모 국제공항의 기후 | 팔레르모 국제공항의 기후 | 팔레르모 국제공항의 기후 | 팔레르모 국제공항의 기후 | 팔레르모 국제공항의 기후 | 팔레르모 국제공항의 기후 | 팔레르모 국제공항의 기후 | 팔레르모 국제공항의 기후 | 팔레르모 국제공항의 기후 | 팔레르모 국제공항의 기후 | 팔레르모 국제공항의 기후 | 팔레르모 국제공항의 기후 |
| 월                       | 1월                      | 2월                      | 3월                      | 4월                      | 5월                      | 6월                      | 7월                      | 8월                      | 9월                      | 10월                     | 11월                     | 12월                     | 연간                     |
| ------------------------ | ------------------------ | ------------------------ | ------------------------ | ------------------------ | ------------------------ | ------------------------ | ------------------------ | ------------------------ | ------------------------ | ------------------------ | ------------------------ | ------------------------ | ------------------------ |
| 일평균 최고 기온 °C (°F) | 14.7 (58.5)              | 14.5 (58.1)              | 16.4 (61.5)              | 18.7 (65.7)              | 23.3 (73.9)              | 27.2 (81.0)              | 29.8 (85.6)              | 30.5 (86.9)              | 27.5 (81.5)              | 23.5 (74.3)              | 19.0 (66.2)              | 15.8 (60.4)              | 21.8 (71.2)              |
| 일일 평균 기온 °C (°F)   | 11.8 (53.2)              | 11.5 (52.7)              | 13.0 (55.4)              | 15.1 (59.2)              | 19.3 (66.7)              | 23.2 (73.8)              | 25.8 (78.4)              | 26.6 (79.9)              | 23.8 (74.8)              | 20.1 (68.2)              | 16.0 (60.8)              | 13.0 (55.4)              | 18.3 (64.9)              |
| 일평균 최저 기온 °C (°F) | 8.9 (48.0)               | 8.5 (47.3)               | 9.6 (49.3)               | 11.4 (52.5)              | 15.3 (59.5)              | 19.2 (66.6)              | 21.7 (71.1)              | 22.7 (72.9)              | 20.1 (68.2)              | 16.7 (62.1)              | 12.9 (55.2)              | 10.2 (50.4)              | 14.8 (58.6)              |
| 평균 강수량 mm (인치)    | 97.5 (3.84)              | 109.9 (4.33)             | 78.2 (3.08)              | 65.1 (2.56)              | 36.2 (1.43)              | 17.9 (0.70)              | 6.7 (0.26)               | 31.8 (1.25)              | 65.3 (2.57)              | 105.6 (4.16)             | 117.5 (4.63)             | 123.7 (4.87)             | 855.4 (33.68)            |
| 평균 강수일수 (≥ 1 mm)   | 9.0                      | 9.6                      | 8.7                      | 8.6                      | 4.1                      | 1.9                      | 1.2                      | 2.4                      | 5.4                      | 8.2                      | 10.4                     | 12.0                     | 81.5                     |
| 출처: 이탈리아 기상국    |                          |                          |                          |                          |                          |                          |                          |                          |                          |                          |                          |                          |                          |

## 인구
| 연도               | 인구    | ±%     |
| ------------------ | ------- | ------ |
| 1861               | 199,911 | —      |
| 1871               | 223,689 | +11.9% |
| 1881               | 244,898 | +9.5%  |
| 1901               | 309,566 | +26.4% |
| 1911               | 339,465 | +9.7%  |
| 1921               | 397,486 | +17.1% |
| 1931               | 379,905 | −4.4%  |
| 1936               | 411,879 | +8.4%  |
| 1951               | 490,692 | +19.1% |
| 1961               | 587,985 | +19.8% |
| 1971               | 642,814 | +9.3%  |
| 1981               | 701,782 | +9.2%  |
| 1991               | 698,556 | −0.5%  |
| 2001               | 686,722 | −1.7%  |
| 2008 (Est.)        | 659,623 | −3.9%  |
| Source: ISTAT 2001 |         |        |

## 경제
시칠리아의 행정 수도인 팔레르모는 지역의 경제, 재정, 관광과 상업의 본거지다. 도시는 최근에 팔레르모 국제공항을 건설했고, 팔레르모의 경제성장은 몇 년째 많은 경영자와 사업가들에게 기회를 제공하고 있다. 지역 경제가 주로 의존하고 있는 산업은 관광과 서비스업, 무역, 조선업과 농업이다. 도시는 여전히 높은 실업과 지독한 부패, 은밀한 블랙 마켓 제국(팔레르모는 시칠리아 마피아의 본거지가 되어가고 있다)에 시달리고 있다.
이렇듯 도시는 오랫동안 정치적 부패와 비효율적인 관료체계, 조직범죄들부터 고통받았으나, 최근 들어 조직범죄율이 급속도로 감소하고 실업률 또한 줄고 있으며, 새로운 수익성 높은 계획들(예를 들어 관광업)이 늘어나면서 점점 안전하고 살기 좋게 변하고 있다.

## 교육
팔레르모에는 시칠리아 섬에서 두 번째로 오래된 대학인 팔레르모 대학이 있다. 이 대학교는 공식적으로는 1806년에 세워졌지만 역사적 기록에 따르면 이미 15세기 후반부터 의학과 법학을 가르쳤다고 한다. 이 대학 식물학부의 핵심이라 할 수 있는 오르토 보타니코 디 팔레르모 (팔레르모 식물원)는 방문객들에게 항상 개방되어 있다.

## 자매 도시
- 크로아티아 자그레브
- 콜롬비아 팔레르모
- 튀니지 비제르테
- 콩고 민주 공화국 부카부
- 중국 청두
- 크로아티아 리예카
- 루마니아 티미쇼아라
- 폴란드 그단스크
- 미국 마이애미
- 캐나다 몬트레이
- 캐나다 오타와
- 쿠바 산티아고 데 쿠바
- 조지아 트빌리시
- 러시아 야로슬라블
- 러시아 사마라

## 참고 문헌
- Fabbri, Patrizia (2005). 《Palermo e Monreale》. Florence: Bonechi.
- Almsaodi, Aymn. 《The Desert Race》.
- Appleton, D (2005). 《The World in the Middle Ages》. University of Michigan.

## 참조
1. ↑  Hearder, Harry. 《Italy: A Short History》. Cambridge University Press. ISBN 978-0-521-33719-9. 2007년 7월 20일에 원본 문서에서 보존된 문서. 2014년 4월 10일에 확인함.
2. ↑  “The Greek and Byzantine Roots of Palermo”. HellenicComserve.com. 2007년 10월 7일.
3. ↑  Of Italy, Touring Club (2005). 《Authentic Sicily》. Touring Editore. ISBN 88-365-3403-1.
4. ↑  “Brief history of Sicily” (PDF). Archaeology. Stanford.edu. 2007년 10월 7일. 2007년 6월 9일에 원본 문서 (PDF)에서 보존된 문서. 2014년 4월 10일에 확인함.{{
5. ↑  Appleton, The World in the Middle Ages, 100.
6. ↑  John Julius, Norwich. 《The Normans in Sicily: The Normans in the South 1016–1130 and the Kingdom in the Sun 1130–1194》. Penguin Global. ISBN 978-0-14-015212-8.
7. ↑  “Quartieri”. Palapa.it. 2008년 1월 8일. 2011년 7월 22일에 원본 문서에서 보존된 문서. 2013년 3월 9일에 확인함.
8. ↑  “Palermo/Boccadifalco (PA) 117 m. - Servizio Meteorologico dell'Aeronautica Militare, 1971-2000” (PDF).
9. ↑  “Palermo Falcone Borsellino Airport (PMO) Information: Airport in Punta Raisi Area, Italy”. Palermo-pmo.airports-guides.com. 2010년 4월 20일에 확인함.